# Canta Sonia López
Canta Sonia López es un álbum de la Sonora Santanera en su etapa con Sonia López. Fue grabado y publicado en 1962 bajo el sello discográfico de Columbia Records. Forma parte de la lista de los 100 discos que debes tener antes del fin del mundo, publicada en 2012 por Sony Music.

## Canciones
- El ladrón
- El rinconcito
- Ya no vuelvas conmigo
- Canela pura
- Bésame por favor
- Por un puñado de oro
- Pena negra
- Lo que más quisiera
- El nido
- Corazón de acero
- Porque te escondes

- Datos: Q21002623